# Helga Radtke
Helga Radtke (Sassnitz, 16 mei 1962) is een atlete uit Duitsland. Ze was gespecialiseerd in verspringen en hink-stap-springen. Tot 1990 kwam ze uit voor Oost-Duitsland, na de hereniging voor Duitsland.
In 1979 werd Radtke Europees jeugdkampioen.
Bij de Wereldkampioenschappen indooratletiek 1985 wordt ze wereldkampioene bij het verspringen. Twee jaar later bij de Wereldkampioenschappen indooratletiek 1987 wordt ze tweede achter Heike Drechsler, die haar haar hele carrière achtervolgt.
Op de Olympische Zomerspelen van Barcelona in 1992 nam Radtke voor Duitsland deel aan het onderdeel verspringen.
- World Athletics: 14279280